# Coppengrave
Coppengrave er en by i det centrale Tyskland med godt 600 indbyggere (2012), beliggende under Landkreis Hildesheim i den sydlige del af delstaten Niedersachsen. Den er en del af amtet (Samtgemeinde) Duingen.

## Geografi
Coppengrave ligger godt 20 km sydvest for Hildesheim mellem højdedragene Hils med vest, Duinger Berg mod øst og Reuberg mod sydøst. Siden 1. november 2016 har byen hørt til kommunen Duingen.